# Юренков, Николай Николаевич
Николай Николаевич Юренков (9 мая 1912 года — 15 июня 1977 года) — российский и советский военный деятель, участник Великой Отечественной войны, командир 7-й гвардейской отдельной танковой бригады, 1-й заместитель командующего, ЧВС 28-й армии Белорусского ВО, Генерал-майор танковых войск ( 31.05.1954).

## Биография

### Начальная биография
Родился 9 мая (по ст. ст. 22 апреля) 1912 года. в Казани. Русский. Член ВКП(б) с 1939 года
Образование: Окончил Саратовскую БТШ (1933), Казанские КТУКС (1939), Военной академии им. М. В. Фрунзе (1941), Высшей военной академии им. К. Е. Ворошилова (1949).

### Служба в армии
В РККА призван 2 июня 1932 года Сталинградским РВК.
Со 2 июня 1932 года по ноябрь 1933 года - курсант Саратовской бронетанковой школы.
С 1 ноября 1933 года командир взвода 4-й механизированной бригады.
С 29 апреля 1934 года - старший автотехник отд. танкового батальона 6-й стрелкового полка 2-й стрелковой дивизии.
С 17 января 1935 года - командир танко-химической роты 1-го отд. химического батальона 2-й стрелковой дивизии.
С 26 апреля 1938 года - командир роты 1-го мотополка 1-й моторизованной дивизии. С 4 июля по декабря 1938 года - и.д. помощника командира отд. учебного танкового батальона 30-й отд. танковой бригады.
С декабря 1938 года по 20 июля 1939 года - слушатель Казанских курсов усовершенствования технического состава АБТВ.
С 20 июля 1939 г. по 30 сентября 1941 года - слушатель Военной Академии РККА им. М. В. Фрунзе.

### В Великую Отечественную войну
Войну встретил слушателем  ВАФ. С 30 сентября 1941 года - начальник штаба 16-го танкового полка 16-й танковой бригады. С февраля 1942 г. - заместитель начальника штаба 16-й танковой бригады по оперативной работе.
С 13 июля 1942 года - старший помощник начальника оперативного отдела Управления АБТВ Волховского фронта.
С 12 октября 1942 года - и.д. начальника штаба 7-й гвардейской отдельной танковой бригады.
С 7 декабря 1943 года. - заместитель командира 7-й гвардейской отдельной танковой бригады по строевой части.
С 8 апреля 1944 года - командир 7-й гвардейской отдельной танковой бригады. Приказом НКО № 0123 от 25.04.1944 года утвержден в занимаемой должности.
Представлялся к званию Героя Советского Союза. Вручён орден Красного Знамени.

### После войны
С 5 апреля 1946 года - командир 7-го гвардейского тяжелого танко-самоходного полка 11-й гвардейской танковой дивизии.
С 18 сентября 1946 года - заместитель командира 22-й гв. механизированной дивизии 3-й Ударной армии ГСОВГ.
С 17 января 1947 года по 23 марта 1949 года - слушатель Высшей военной академии им. К. Е. Ворошилова.
С 23 марта 1949 года - командир 12-й гвардейской танковой дивизии. С 30 декабря 1952 года - начальник штаба БТ и МВ Ленинградского военного округа. С 5 марта 1954 года - командир 15-й танковой дивизии. С 6 октября 1956 года - начальник штаба 1-й отд. армии. С 25 июня 1957 г. - 1-й заместитель начальника штаба Белорусского ВО. С 29 июля 1960 года. - 1-й заместитель командующего, ЧВС 28-й армии Белорусского военного округа.
Уволен в запас 9 апреля 1968 года по статье. 60 б (по болезни).
Умер 15 июня 1977 года в Минске. Похоронен в Минске на 1-м Северном кладбище.

## Награды
- Орден Ленина (1957)[4]
- 4 Ордена Красного Знамени (10.02.1944[5], 27.10.1944[6], 10.06.1945[2], 30.04.1954[7])
- Орден Кутузова II степени (12.07.1944)[8]
- Орден Отечественной войны II степени (25.09.1943)[9]
- Орден Красной Звезды ((17.10.1942))[10]
- Орден Красной Звезды (6.11.1947)[11]
- Медаль «За оборону Москвы» (1942)
- Медаль «За боевые заслуги» (3.11.1944)[2]
- Медаль «За оборону Ленинграда» (22.12.1942)[12]
- Медаль «За оборону Советского Заполярья» (18.03.1945)[13]
- Медаль «За победу над Германией в Великой Отечественной войне 1941—1945 гг.» (9 мая 1945[14])[15]
- Медаль «За взятие Берлина» (09.06.1945)[16]
- Юбилейная медаль «Двадцать лет Победы в Великой Отечественной войне 1941—1945 гг.» (7 мая 1965[17])
- Юбилейная медаль «Тридцать лет Победы в Великой Отечественной войне 1941—1945 гг.»[18]
- Медаль «В память 800-летия Москвы» (1948)
- Медаль «30 лет Советской Армии и Флота»[19].
- Юбилейная медаль «40 лет Вооружённых Сил СССР»[20]
- Юбилейная медаль «50 лет Вооружённых Сил СССР» (26 декабря 1967[21])

## Память
- Его имя увековечено в Главном Храме Вооружённых сил России, и навсегда запечатлено на мемориале «Дорога памяти»
- На могиле установлен надгробный памятник